# Xanthophenax cancanensis
Xanthophenax cancanensis là một loài tò vò trong họ Ichneumonidae.